# Лепотица и Звер (филм из 1946)
Лепотица и Звер (фр. La Belle et la Bête) је француски љубавни фантастични филм из 1946. године, који је режирао и написао Жан Кокто на основу истоимене бајке Жан-Мари Лепренс де Бомон. Насловне улоге тумаче Жозет Деј и Жан Маре.
Радња филма врти се око Белиног оца, који је осуђен на смрт јер је убрао ружу из врта Звери. Бел нуди да се врати до Звери уместо свог оца. Звер се заљубљује у њу и сваке ноћи јој предлаже брак, што она одбија. Бел на крају постаје све више привучена Звери, који је тестира тако што је пушта да се врати кући својој породици и говори јој да ће он умрети од туге ако му се не врати у року од недељу дана.
Лепотица и Звер се данас сматра класиком француске кинематографије.

## Радња
Док пере под код куће, Бел прекида Авно, пријатељ њеног брата, који јој каже да заслужује боље и предлаже да се венчају. Бел га одбија, јер жели да остане код куће и брине о свом оцу, који много пати откако су му бродови изгубљени на мору, а заједно са њима и породично богатство. Белин отац долази кући и објављује да је стекао велико богатство које ће покупити следећег дана, заједно са поклонима за своје ћерке, Бел и њене горопадне сестре Аделаиду и Фелиси. Белин брат Лудовик, верујући да ће ускоро постати богати, потписује уговор са лихваром који му даје могућност да тужи Лудовиковог оца ако не може да плати. Белине сестре траже мајмуна и папагаја као поклоне, али Бел тражи само једну ружу.
Међутим, следећег дана, Белин отац по доласку сазнаје да је његово богатство заплењено да би се рашчистили његови дугови и да је без новца као и раније. Не може да плати преноћиште и приморан је да се ноћу враћа кући кроз шуму. Изгуби се у шуми и нађе се у великом замку чије се капије и врата магично отварају. Када уђе у замак, зачарани свећњак га води до обилног стола за вечеру где заспи. Буди се због јаких урлика и почиње да лута дворцем. Сећајући се да је Бел тражила ружу, он убере једну због чега се појављује Звер. Звер му прети да ће га убити због крађе, али наводи да једна од његових ћерки може да заузме његово место. Звер нуди свог коња, Величанственог, да га одведе кроз шуму до његовог дома.
Белин отац објашњава ситуацију својој породици и Авноу. Бел пристаје да заузме очево место и јаше Величанственог до замка. Када први пут види Звер, Бел се онесвести од његовог монструозног изгледа и однета је у своју собу у замку. Она се буди и проналази магично огледало које јој омогућава да види шта год пожели. Звер позива Бел на вечеру, где јој каже да ће сваки дан тражити да се уда за њега. Дани пролазе док се Бел све више навикава на Звер и завољава га, али наставља да одбија брак. Користећи магично огледало, Бел види да се њен отац смртно разболео. Она моли за дозволу да посети своју породицу, а Звер јој невољно даје дозволу да оде на недељу дана. Он даје Бел два магична предмета: рукавицу која може да је пренесе где год пожели и златни кључ који откључава Дијанин павиљон, извор истинског богатства Звери. Он каже Бел да јој даје ове драгоцене предмете како би јој показао поверење, и говори да ће, ако се она не врати на крају недеље, умрети од туге.
Бел користи рукавицу да се појави у соби свог оца, а он се због њене посете опоравља. Бел проналази своју породицу како живи у сиромаштву, јер се никада није опоравила од Лудовиковог посла са лихваром. Љубоморни на Белин богат живот у замку, Аделаида и Фелиси краду њен златни кључ и смишљају план да окрену Лудовика и Авноа против Звери. Авно и Лудовик смишљају сопствени план да убију Звер и пристају да помогну Белиним сестрама. Да би зауставиле Бел, њене сестре је преваре да остане дуже од свог седмодневног ограничења претварајући се да је воле. Бел невољно пристаје да остане.
Звер шаље Величанственог са магичним огледалом да покупи Бел, али Лудовик и Авно први проналазе коња и јашу га до замка. Бел касније проналази огледало које у свом одразу открива тужно лице Звери. Она схвата да јој недостаје златни кључ док се огледало ломи. Избезумљена, Бел се враћа у замак користећи чаробну рукавицу и проналази Звер у дворишту, на самрти од сломљеног срца.
У међувремену, Авно и Лудовик наилазе на Дијанин павиљон. Мислећи да би њихов украдени кључ могао да покрене замку, пењу се на зид павиљона. Док Звер умире у Белином наручју, Авно проваљује у павиљон кроз стаклени кров, након чега га стрелом гађа оживљена статуа римске богиње Дијане и он се претвара у Звер. Како се ово дешава, из места где је Звер лежао мртав устаје принц Ардон, са кога је скинута клетва. Он објашњава да су га због тога што његови родитељи нису веровали у духове, за освету духови претворили у Звер. Принц Ардон и Бел се грле, а затим одлете у његово краљевство где ће она бити његова краљица. Он обећава да ће њен отац остати са њима, а да ће Белине сестре носити вез њене хаљине.

## Улоге
| Глумац       | Улога                     |
| ------------ | ------------------------- |
| Жан Маре     | Звер / принц Ардон / Авно |
| Жозет Деј    | Бел                       |
| Марсел Андре | Белин отац                |
| Мила Парели  | Фелиси                    |
| Нане Жермон  | Аделаида                  |
| Мишел Оклер  | Лудовик                   |
| Раул Марко   | лихвар                    |

## Продукција

### Сценарио
Након уводне шпице, Кокто накратко разбија четврти зид са писаном преамбулом:
Деца верују у оно што им говоримо. Имају потпуно поверење у нас. Верују да ружа ишчупана из баште може да ували породицу у сукоб. Верују да ће се руке људске звери димити када убије жртву, и да ће га због тога бити срамота када се млада девојка усели у његов дом. Они верују у хиљаду других једноставних ствари.
Тражим од вас мало ових детињих саосећања и, да бих нам донео срећу, дозволите ми да изговорим две заиста магичне речи налик на „Отвори се сезаме” из детињства:

Некада давно ...

### Снимање
Сценографија и фотографија имале су за циљ да дочарају илустрације и гравуре Гистава Дореа и, у сценама сеоске куће, слике Јоханеса Вермера. Директор фотографије је био Анри Алекан. Кристијан Берар и Лисјен Каре су покривали сценографију.

### Шминка Звери
У почетку је Жан Маре желео да користи главу јелена, али се одлучио против тога, јер је у бајци Бела мачка, магични замак имао главу јелена као куцало на вратима. Такође је сматрао да би га поредили са митом о келтском богу Кернуну, рогатом богу. Осим тога, Жан Кокто је мислио да ће публика помислити да би глава јелена била смешна за опасну, свирепу звер. Искористили су Мареовог аљаског хаскија као модел за лице Звери.
Наношење шминке и протеза Звери је трајало дуго, око три сата да се причврсти маска и један сат за сваку канџу. Зуби би се закачили за глумчева уста, што није било баш практично за јело. Због тога је глумац углавном јео супу.
У Веку кинематографије, Винсент Пинел пише: „Уз сложеност сценографа Кристијана Берара, сниматеља Анрија Алекана и његовог „техничког директора” Ренеа Клемана, Жан Кокто је снимио Лепотицу и Звер (1946). За наношење импресивне шминке Жану Мареу, укључујући обе руке и канџе, требало је много сати.” Кокто каже, у свом филмском дневнику, како снимци Звери изблиза подсећају на јелена: „Клеман, скривајући се иза Звери, помера уши штапом како би их натерао да се дигну. Ефекат је невероватан.”

## Пријем
По изласку филма у Њујорку у децембру 1947, критичар Босли Краутер назвао је филм „непроцењивом тканином суптилних слика... тканином прекрасних визуелних метафора, таласастих покрета и ритмичког темпа, хипнотичких звукова и музике, лежерно згуснутих идеја”; према Краутеру, „дијалог на француском је оскудан и једноставан, са причом углавном испричаном пантомимом, а музика Жоржа Орика прати сањиво, напето расположење. Поставка је такође експресивна, многи од екстеријера су снимљени за ретке архитектонске вињете у Рареу, једној од најлепших палата и паркова у целој Француској. И костими Кристијана Берара и Ескофијеа су изузетни, блистави и маштовити.” Према часопису Time, филм је „чудесан спектакл за децу било ког језика, а такође и права посластица за њихове родитеље”; али часопис закључује „Кокто око пола сата чини превише добре ствари — а неке ствари бледе као сан који се не може отрести”.
Критичар Роџер Иберт је 1999. године додао филм на своју листу „Великих филмова”, назвавши га „једним од најмагичнијих филмова” и „фантазијом живом са триковима и запањујућим ефектима, дајући нам Звер која је усамљена као човек и несхваћен као животиња.” Рецензија листа The Village Voice из 2002. сматра да је „визуелна раскош” филма „и привлачна и проблематична”, наводећи: „Пун барокних ентеријера, елегантних костима и претераног накита (чак и суза које се претварају у дијаманте), филм је сав површан и поткопава сопствену тему 'не веруј лепом лицу' и теме против похлепе на сваком кораку”. Године 2010, филм је рангиран на 26. месту на листи „100 најбољих филмова светске кинематографије” часописа Empire.

## Награде
- Освојена награда Луј Делик 1946.
- Номинација за велику награду на Канском филмском фестивалу 1946.
- Номинација Жана Мареа за награду Бамби у категорији за најбољег глумца 1948.
- Наведен као део листе „Топ 50 филмова које би требало да погледате до 14. године” Британског филмског института.